# Marie-Luise Fasse

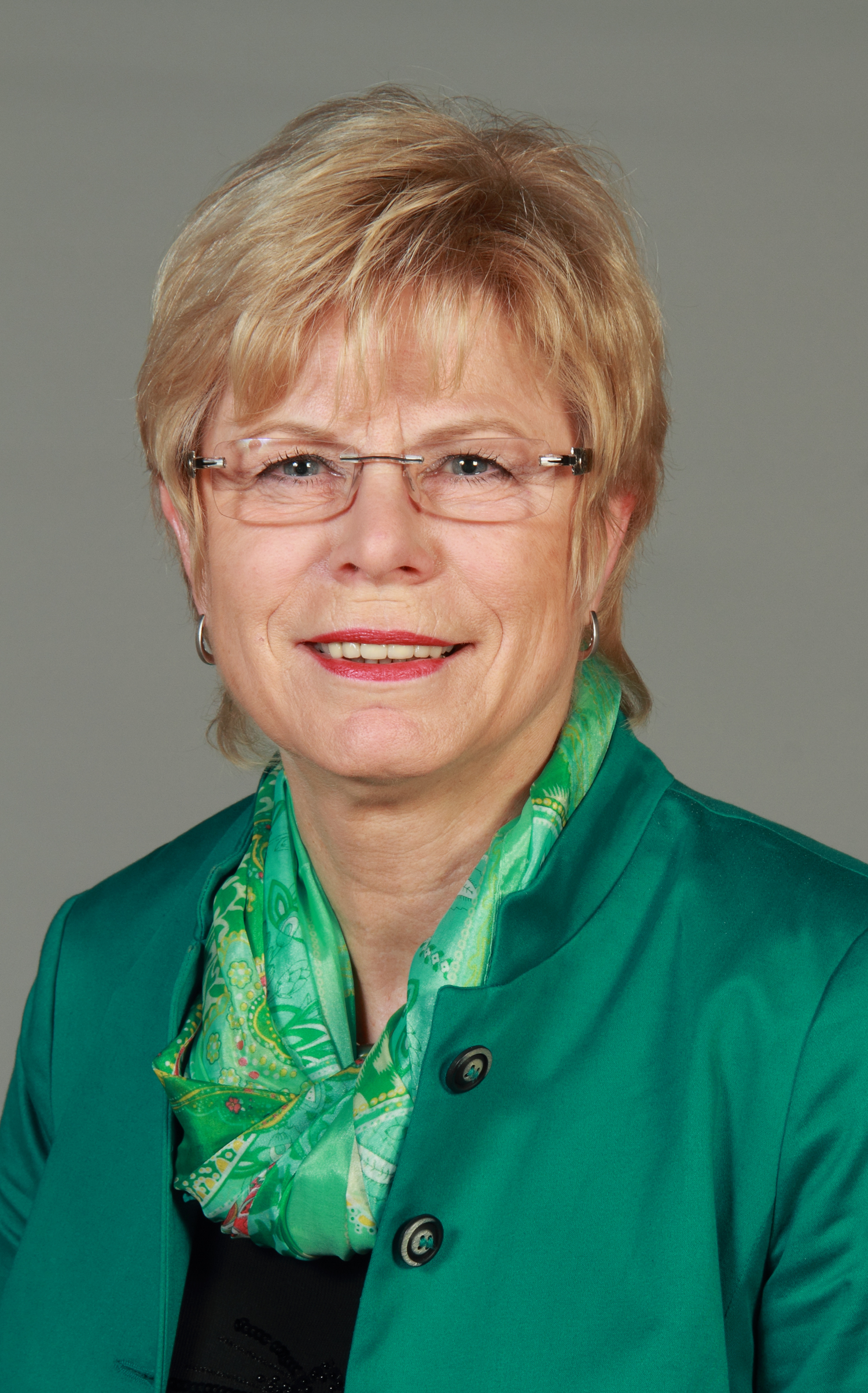
Marie-Luise Fasse (2013)

Marie-Luise Fasse (* 30. März 1948 in Dülmen) ist eine deutsche Politikerin (CDU). Sie war von 1995 bis 2010 und von 2012 bis 2017 Abgeordnete des Landtags NRW.

## Ausbildung und Beruf
Marie-Luise Fasse ist Energieberaterin.

## Politik
Fasse wurde 1982 Mitglied der CDU. Seit 1989 ist sie Vorsitzende des CDU-Ortsverbandes Budberg.
Den Vorsitz des CDU-Kreisverbandes Wesel hat sie seit 1997 inne. Fasse gehört seit 1989 dem CDU-Bezirksvorstand Niederrhein an, seit 1999 auch dem CDU-Landesvorstand.
Sie ist seit 1994 Mitglied im Rat der Stadt Rheinberg und Abgeordnete des Landtags Nordrhein-Westfalen seit dem 1. Juni 1995. Bei den Wahlen 1995 und 2000 schaffte sie den Einzug ins Parlament über die Landesliste der CDU, 2005 gewann sie das Direktmandat im Wahlkreis Wesel II. Bei der Landtagswahl 2010 schaffte die den Wiedereinzug zunächst nicht, rückte aber während der laufenden Legislaturperiode am 14. Februar 2012 für die kurz zuvor verstorbene Maria Westerhorstmann in den Landtag nach, dem sie bis zum Ende der Legislaturperiode angehörte.

## Sonstige Ämter
Frau Fasse ist stellvertretende Vorsitzende  Schutzgemeinschaft Deutscher Wald und Landesvorsitzende des Landesverbandes Nordrhein-Westfalen.